# Elaemima brunnea
Elaemima brunnea är en fjärilsart som beskrevs av Emilio Berio 1970. Elaemima brunnea ingår i släktet Elaemima och familjen nattflyn. Inga underarter finns listade i Catalogue of Life.